# Trudering (métro de Munich)
Trudering (en allemand : U-Bahnhof Trudering ) est une station de la ligne U2 du métro de Munich. Elle est située en partie sous la Kreillerstraße, dans le secteur de Berg am Laim, à Munich en Allemagne.
Mise en service en 1999, elle est desservie par les rames de la ligne U2 du métro. Elle est en correspondance directe avec la gare de Munich-Trudering desservie par les lignes S4 et S6 du S-Bahn de Munich.

## Situation sur le réseau

Plan du métro (2020).

Établie en souterrain, Trudering est une station de passage de la ligne U2 du métro de Munich. Elle est située entre la station Kreillerstraße, en direction du terminus nord Feldmoching, et la station Moosfeld, en direction du terminus est Messestadt Ost,.
Elle dispose, d'un quai central encadré par les deux voies de la ligne U2. Établie à environ 24 mètres de profondeur, elle est parallèle à la gare U-Bahn située en surface, à laquelle elle est reliée par deux cheminements souterrains débutant dans les mezzanines est et ouest,.

## Histoire
La station Trudering est mise en service le 29 mai 1999, lors de l'ouverture à l'exploitation des 7,7 km du prolongement de la ligne U2 de Innsbrucker Ring à Messestadt-Ost.

## Services aux voyageurs

### Accès et accueil

Installations
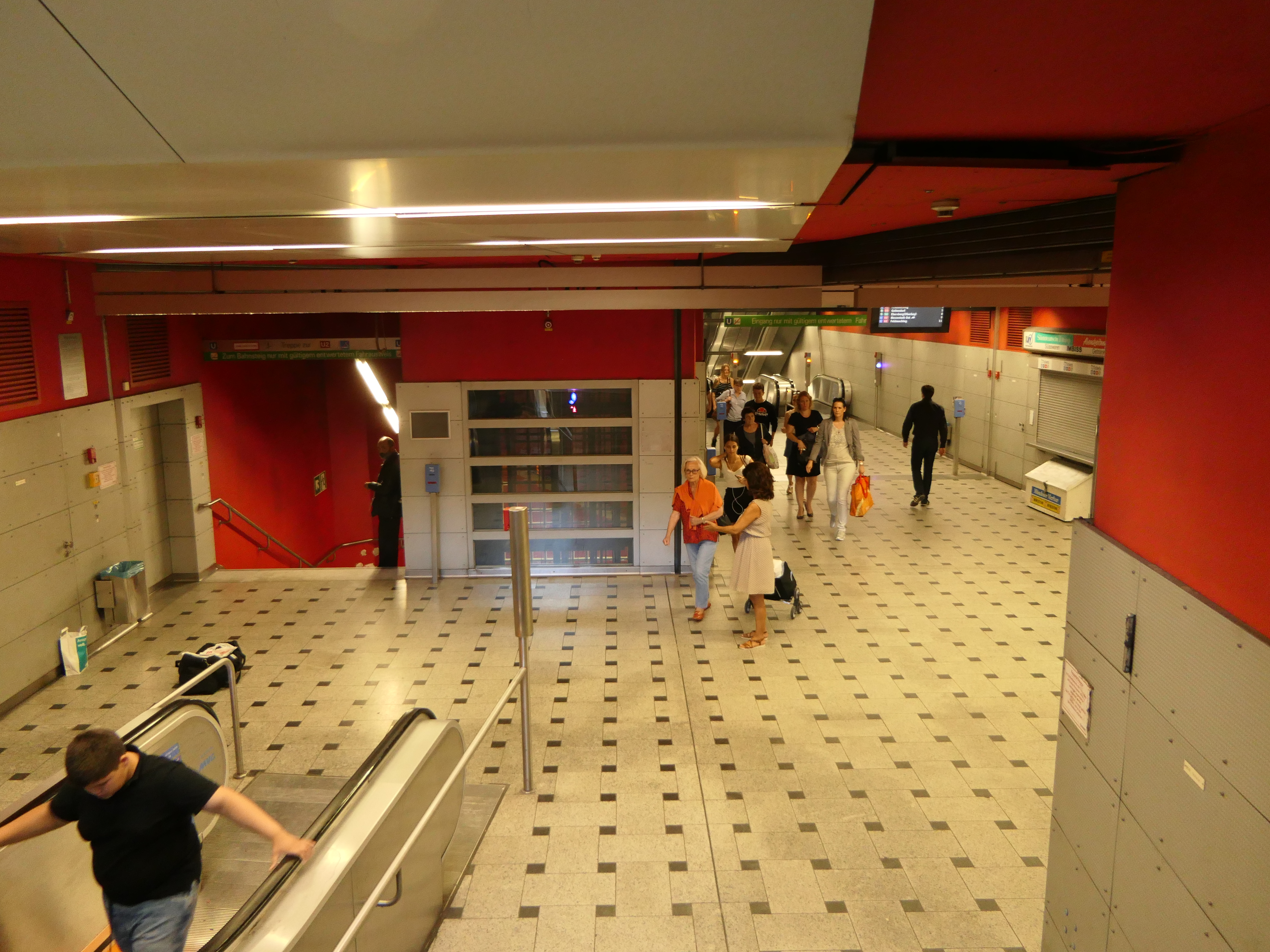
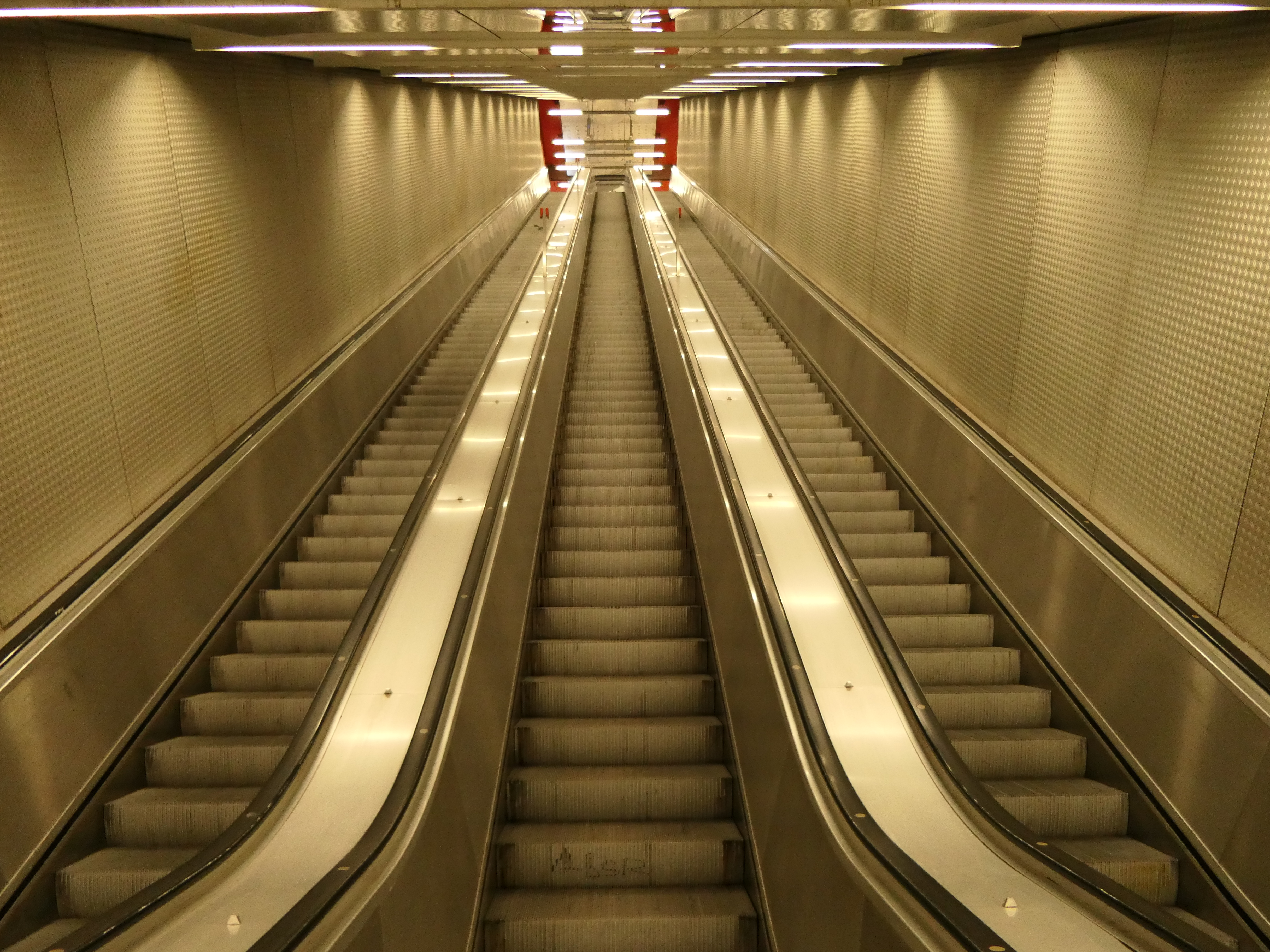
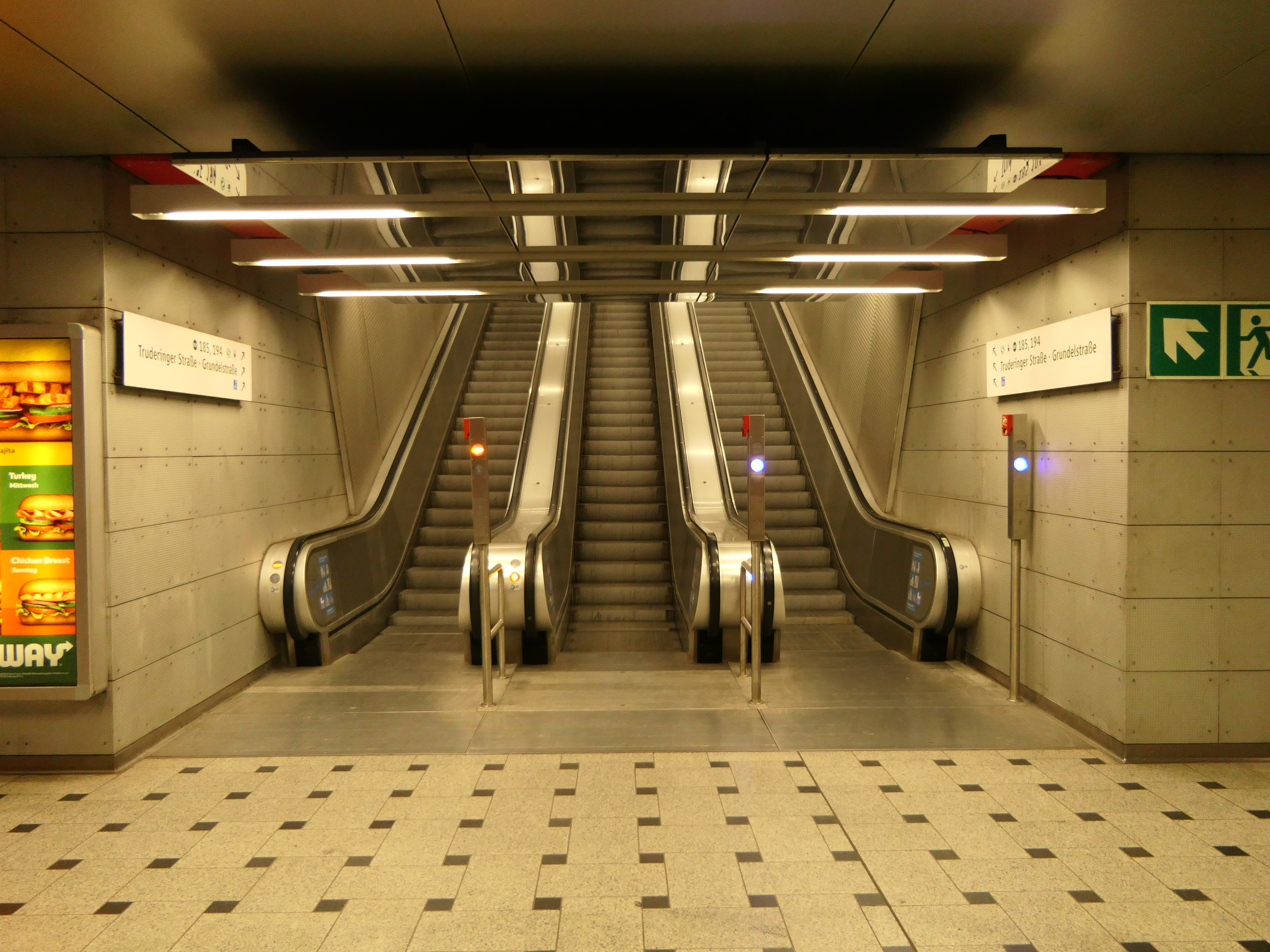

### Desserte
Trudering est desservie par toutes les rames de la ligne U2.

Installations
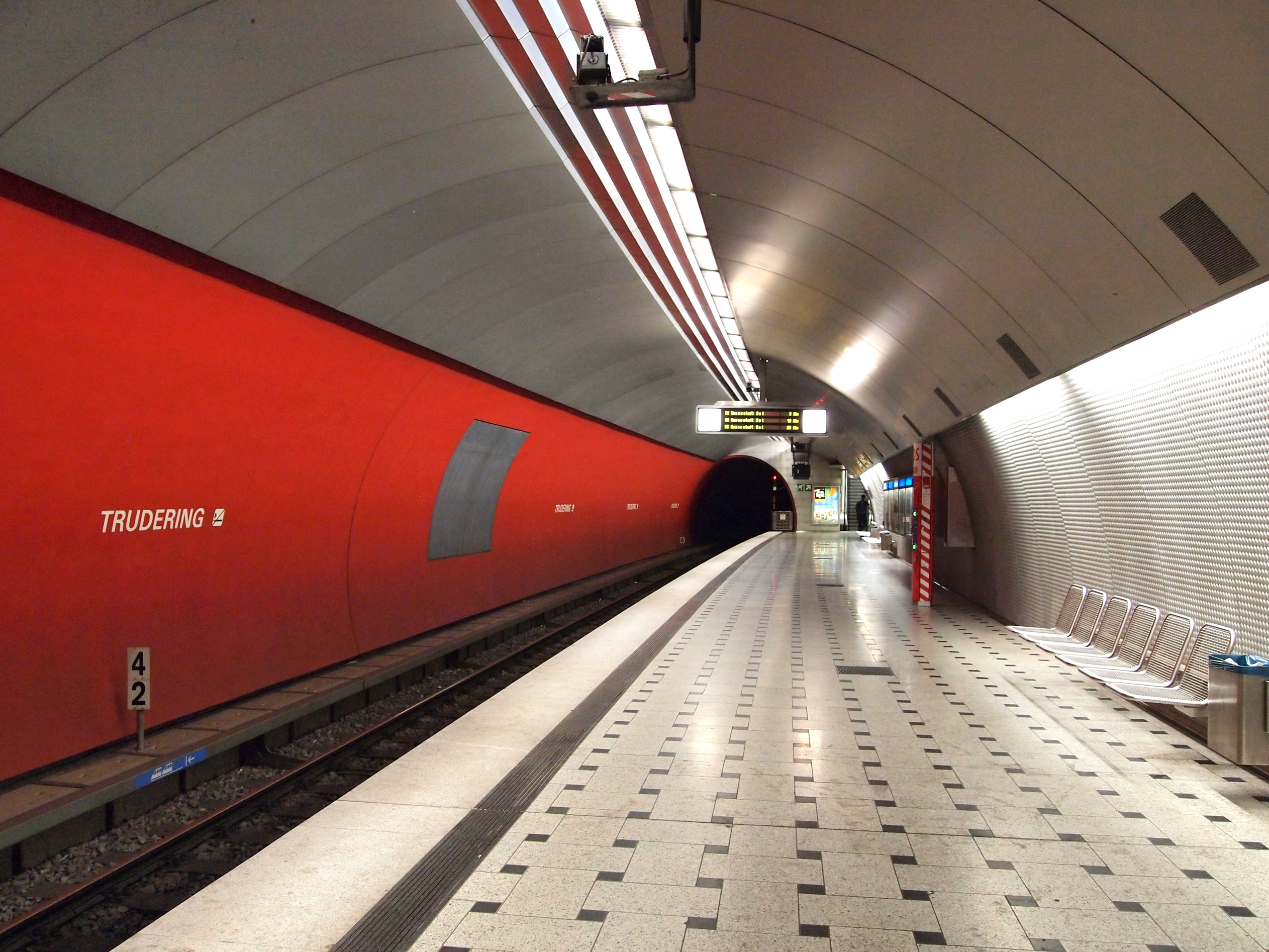
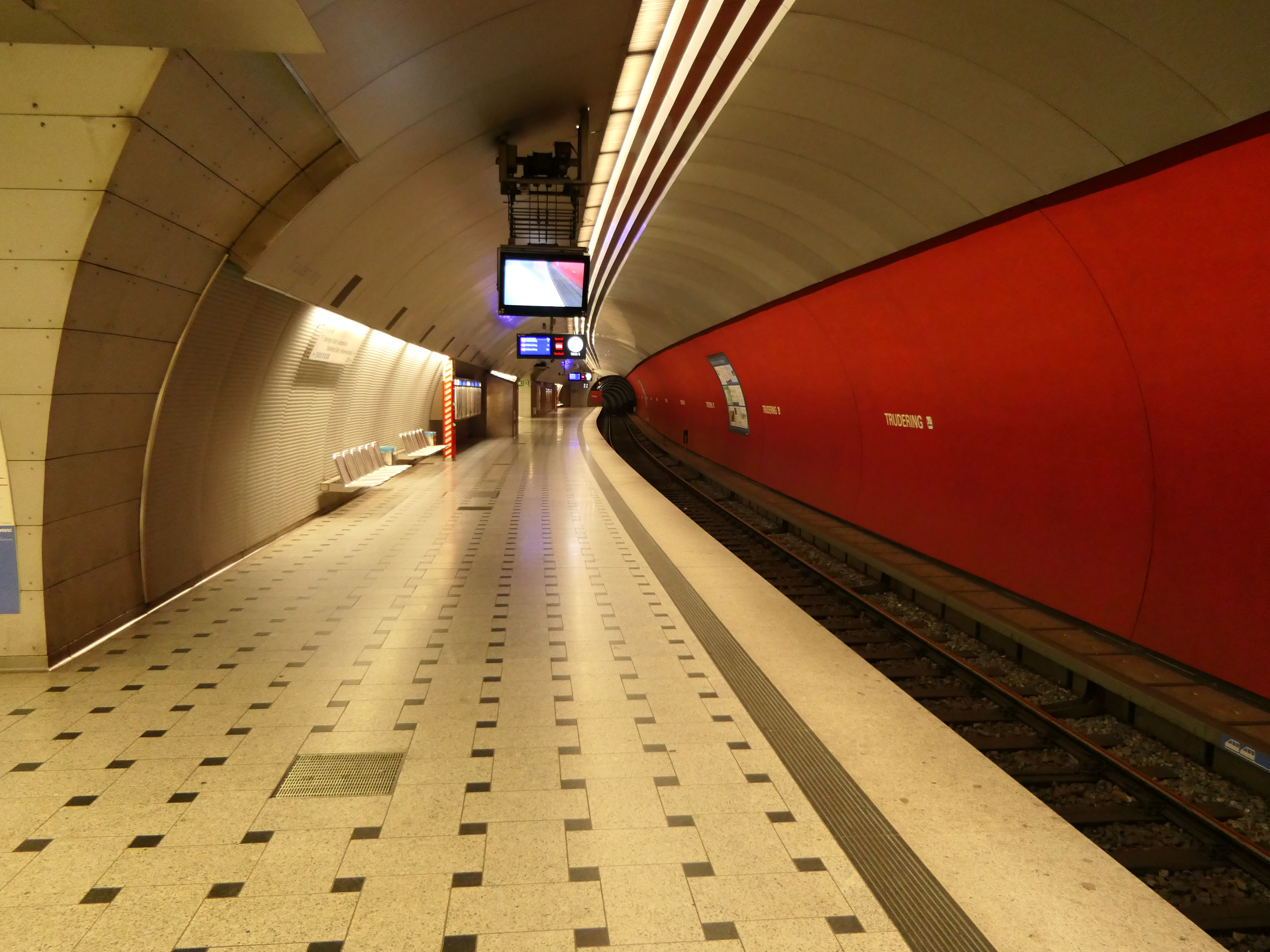
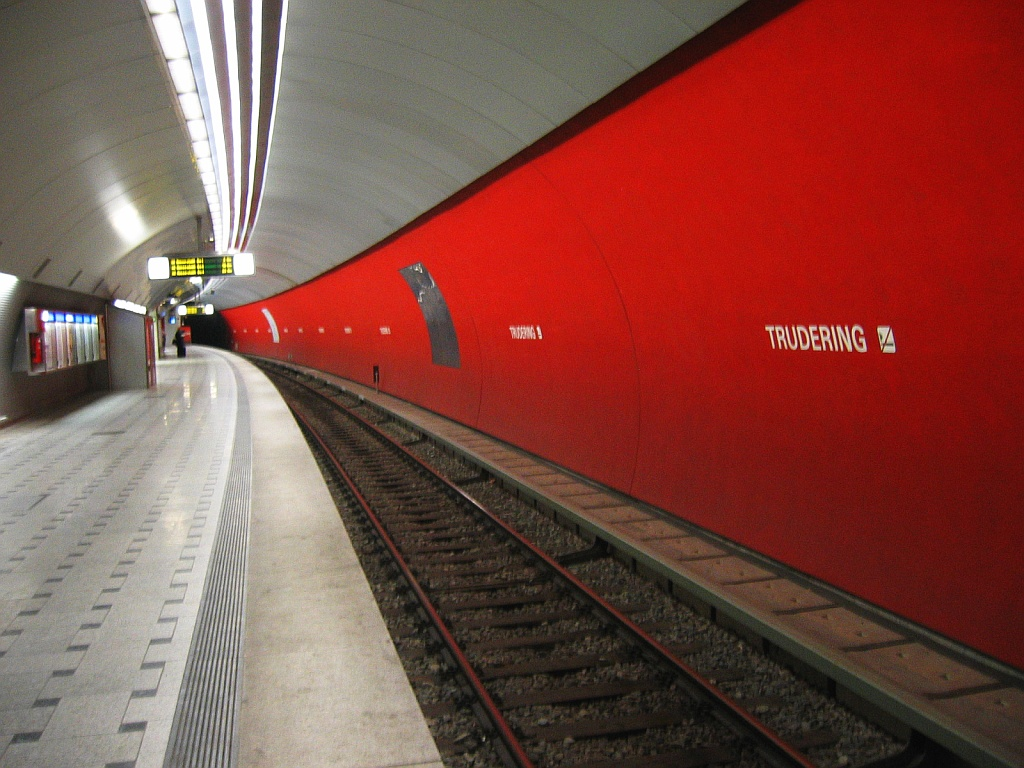

### Intermodalité
Par les deux mezzanines prolongées chacune par une relation piétonne souterraine avec le quai de la gare de Munich-Trudering desservie par les lignes S4 et S6 du S-Bahn de Munich. À proximité il y a également des arrêts de bus desservis par les lignes 139, 185, 192, 193, 194 et N79.

## À proximité
- Gare de Munich-Trudering